# Linha 6 do Metropolitano de São Paulo
A Linha 6–Laranja é um projeto da Companhia do Metropolitano de São Paulo. Na sua primeira fase, ligará a estação São Joaquim, já existente na Linha 1–Azul, a uma futura estação a ser construída no distrito da Brasilândia. Numa segunda fase será estendida da região da Rodovia dos Bandeirantes, na zona norte, até Cidade Líder, na zona leste. Por passar próximo a diversas faculdades, como UNIP, FMU, FGV, PUC-SP, Universidade Presbiteriana Mackenzie e FAAP, foi apelidada de "Linha das Universidades". A concessionária responsável pela linha, a LinhaUni, recebeu seu nome a partir deste apelido.
Inicialmente, as obras da linha estavam previstas para ser iniciadas em 2010, porém esse início foi adiado para 2012 e, posteriormente, para julho de 2013. O fim das obras chegou a ser previsto para 2012, mas foi seguidamente adiado, para 2013, 2017, 2019, 2020 e 2021. Entretanto, as obras iniciaram-se oficialmente apenas em 13 de abril de 2015, quando foi divulgada previsão de entrega integral para 2020, porém, em 22 de junho de 2016 durante visita do governador Geraldo Alckmin às obras da futura Estação João Paulo I, o secretário de Transportes Metropolitanos, Clodoaldo Pelissioni afirmou: "Por conta de um ano de atraso no recebimento do financiamento da Caixa Econômica Federal, tivemos um pequeno atraso no pagamento das desapropriações". Por isso, a previsão de entrega foi adiada para 2021.
Em setembro de 2024, mais de 55% das obras em execução já haviam sido concluídas, com novo prazo de conclusão previsto para 2026.

## Histórico

### Antecedentes

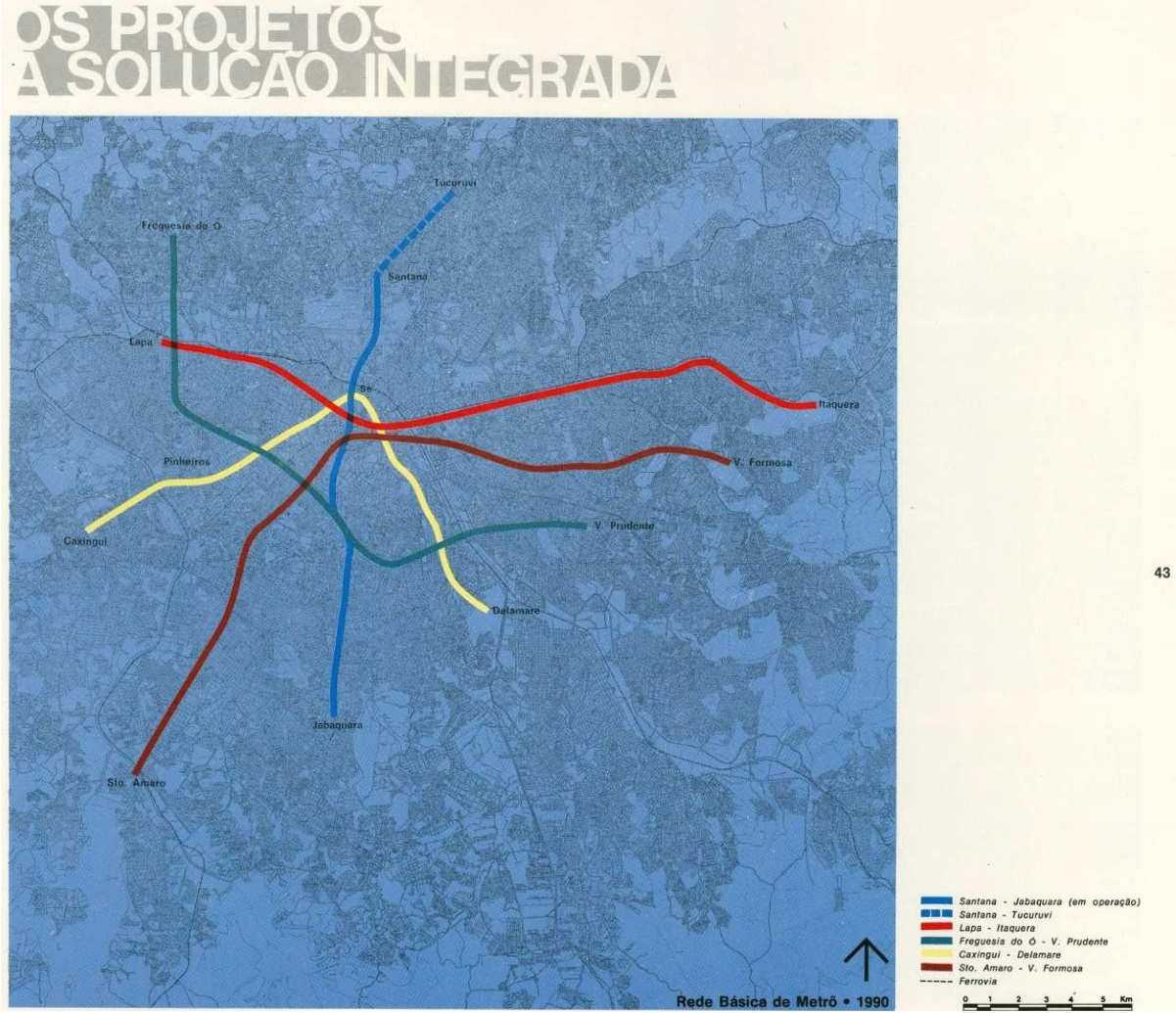
Projeto da Rede básica do metrô para 1990, elaborado em 1975

O primeiro projeto de uma linha de metrô na Freguesia do Ó surgiu em 1975, quando a Companhia do Metropolitano promoveu a primeira atualização do Plano Rede Básica do Metrô, elaborado em 1968. Na alteração proposta, a Linha Paulista seria ampliada de Vila Madalena até a Freguesia do Ó. A proposta foi arquivada por falta de recursos.
No final da década de 1980, moradores da Freguesia do Ó criaram uma campanha reivindicando a criação de uma linha e estação naquele bairro. A campanha evoluiu para o Fórum Pró-Metrô, fundado em 1990 pelo jornalista Célio Pires (do jornal Brasilândia News) e pelo vigário da igreja de Nossa Senhora do Ó, padre Noé Rodrigues (1917-2012), entre outros. Em 2003, juntou-se ao fórum o professor João Mota. Ao longo de quinze anos, o Fórum Pró-Metrô procurou autoridades e associações, como a Associação dos Engenheiros e Arquitetos de Metrô, e apresentou a proposta de implantação do metrô na Freguesia do Ó.
Após grande lobby do Fórum Pró-Metrô junto a políticos tucanos, em 2005 o então secretário dos transportes metropolitanos, Jurandir Fernandes, aceitou analisar a reivindicação, e a proposta de levar algum projeto para a Freguesia do Ó foi incluída no Plano Integrado de Transportes Urbanos - Horizonte 2025 (PITU-2025), apresentado em 2006, sendo a primeira vez que a Companhia do Metropolitano aceitou um projeto popular para a expansão da rede de metrô. Após constatar a viabilidade técnica para a implantação do metrô, a primeira proposta foi desenvolvida por meio de uma nova linha, que ligaria a Freguesia do Ó à Estação São Joaquim, com integrações com as linhas da CPTM e do Metrô.

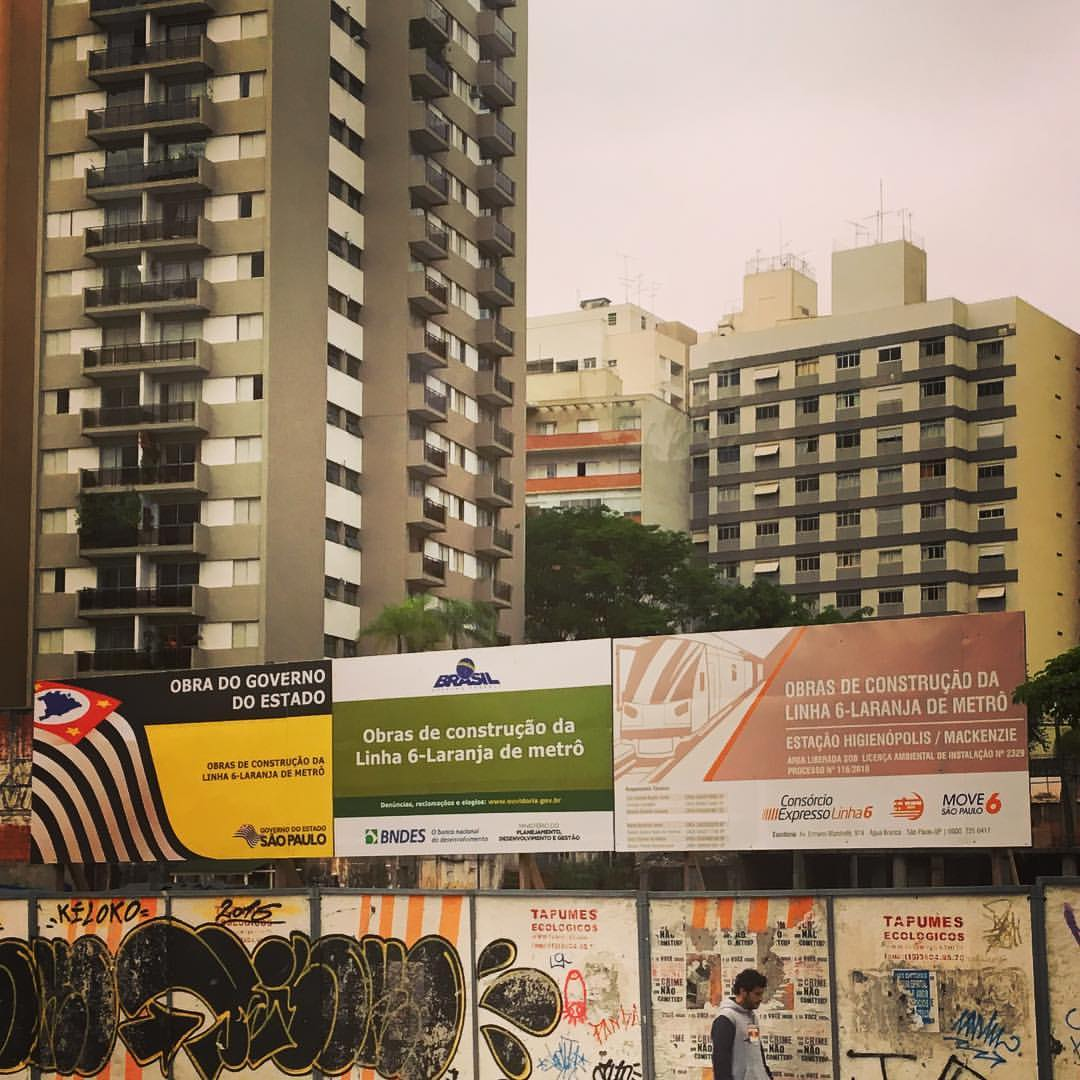
Obras da Estação Higienópolis–Mackenzie, novembro de 2016

A nova linha fará conexão com as linhas 7–Rubi e 8–Diamante da CPTM e as linhas 1–Azul e 4–Amarela do Metrô, mais outras duas linhas em projeto do Metrô ainda sem cronograma definido, ligando as regiões Noroeste, Oeste, Centro e Sudeste-leste de São Paulo, perfazendo 18,4 quilômetros de extensão, com dezessete estações. A demanda prevista para essa linha é de 600 mil passageiros por dia. Em 2008 a previsão era de que as obras começassem até 2010, com previsão de início parcial das operações em 2012 e funcionamento total até o início de 2015, mas dois anos depois já se previa que o projeto executivo só seria finalizado em 2011, com as primeiras estações abertas entre 2013 e 2014 ou até em 2016, segundo alguns engenheiros do Metrô.
Em 25 de março de 2008, o governo estadual e a prefeitura de São Paulo se comprometeram a entregar a nova linha do metrô até 2012. A gestão municipal repassou ao estado em 26 de maio 75 milhões de reais para bancar os projetos preliminares para construção dessa linha. A princípio, a operação da linha ficará a cargo do Metrô, mas ainda existe a possibilidade de se fazer uma Parceria Público-Privada. Segundo o secretário José Luiz Portella, em declaração de 2008, "duas ou três estações" poderiam ser inauguradas em 2011.
Na outra ponta da linha, o governador José Serra anunciou em 4 de dezembro de 2008 que haveria dois ramais saindo da Freguesia do Ó na direção da periferia da Zona Norte, um na Brasilândia, ao lado de um terminal de ônibus que está em estudo pela prefeitura, e outro na Vila Nova Cachoeirinha, no Largo do Japonês, ao lado de um terminal de ônibus já existente. Seria a primeira vez que o metrô paulistano usaria trajeto em forma de "Y", algo que já existe nos Estados Unidos, na Europa e na Austrália, além de existir também em outros sistemas brasileiros, como o Metrô do Distrito Federal. O diretor de planejamento do Metrô, Marcos Kassab, explicou que não seria necessário fazer baldeação na estação Freguesia do Ó, porque trens passariam com destinos diferentes alternadamente pela linha. A ideia acabou abandonada, e o edital de concurso seria feito apenas com o ramal até Brasilândia.
O governo de São Paulo não repassou os setenta milhões de reais que constavam do orçamento da obra para 2009. Em 2010 o projeto previa que a linha tivesse dezesseis quilômetros, entre a Freguesia do Ó e a estação São Joaquim, da Linha 1–Azul. No ano seguinte passou-se a falar em extensões até o Jardim Anália Franco a leste, com integração com a Linha 10–Turquesa da CPTM na região da Mooca, e até Pirituba a norte, com integração com a Linha 7–Rubi da CPTM, para atender um centro de eventos que a Prefeitura pretende construir na região. Com isso, a linha poderia desafogar a Linha 2–Verde, que já demonstrava sinais de saturação. Essas extensões foram divulgadas antes do aval do governador Geraldo Alckmin sobre a mudança de traçado. Segundo o Jornal da Tarde, a Linha 6 passou a ganhar prioridade do governo estadual por causa dos imbróglios envolvendo a extensão da Linha 5, cujas obras encontravam-se paralisadas desde o final de 2010.

### Polêmica
O projeto funcional da linha foi divulgado em junho de 2010 e mencionava a desapropriação de 350 imóveis comerciais e residenciais ao longo da linha, incluindo a sede da escola de samba Vai-Vai, na Bela Vista, e uma unidade dos supermercados Pão de Açúcar em Higienópolis, esta para dar lugar à Estação Angélica. O Jornal da Tarde notou no edital das desapropriações uma preocupação em evitar a desapropriação de imóveis residenciais em bairros centrais e mais valorizados, o que não teria ocorrido na periferia. Em maio de 2011 o Metrô divulgou que não mais construiria a Estação Angélica. Uma matéria da Folha de S. Paulo tinha falado em um abaixo-assinado de 3,5 mil moradores do bairro contra a estação, mas o presidente do Metrô à época, Sérgio Avelleda, garantiu que a decisão foi técnica, pois a Estação Angélica ficaria a apenas quinhentos metros da estação seguinte, o que acarretaria congestionamentos de trens e problemas para os passageiros.
A estação passaria a ficar "em algum ponto entre a Praça Charles Miller e a Avenida Angélica", dependendo de estudos técnicos para o Metrô chegar a uma nova localização. "Podemos atender a esse público sem necessariamente estar na esquina da Angélica", avisou Avelleda. "Mas haverá, sim, uma estação no meio do bairro." Apesar da negativa do Metrô de que a solicitação de alguns moradores do bairro tivesse alguma influência na decisão, o assunto causou polêmica nas redes sociais, chegando a ser o mais comentado na rede Twitter no Brasil, e gerou um novo abaixo-assinado, desta vez virtual e a favor da construção da estação no local previsto originalmente, além de um convite no sítio de relacionamentos Facebook para um churrasco pretensamente popular em frente ao Shopping Pátio Higienópolis. O Metrô definiu em junho o local onde pretende construir a estação, agora batizada de Angélica–Pacaembu: ela ficará na Rua Sergipe, entre as ruas Ceará e Bahia. Haverá ainda outras duas saídas, uma na Rua Bahia, para o Pacaembu, e outra para a Fundação Armando Álvares Penteado (FAAP).
O Metrô inicialmente havia estudado oito traçados diferentes para a linha, e o traçado definido interfere menos em bairros nobres. O Jornal da Tarde questionou o Metrô sobre a decisão e não obteve resposta, mas o presidente da Associação de Engenheiros e Arquitetos do Metrô disse à reportagem do jornal que as decisões teriam sido provavelmente orientadas por questões de topografia e desapropriação. "Todos os parâmetros são simulados para se chegar, técnica e economicamente, ao melhor traçado", explicou. "Em lugares com mais edificações, o custo [com desapropriações] é mais elevado." Ele se referia aos casos de Higienópolis e Perdizes, onde o metro quadrado é mais caro. Entretanto, os desvios acarretarão em uma maior distância entre as estações homônimas Higienópolis–Mackenzie, pois a da Linha 4 ficará próxima à Universidade Mackenzie, na Rua Piauí, enquanto a da Linha 6 ficará sob a esquina das ruas da Consolação e Sergipe. Com isso, deverá ser necessária a construção de um corredor de ligação com esteiras rolantes, no mesmo molde do que existe entre as estações Consolação, da Linha 2, e Paulista, da Linha 4, que nos horários de pico costuma ficar superlotado.
O Metrô também esbarrou num impasse com uma construtora, que pretendia erguer um edifício comercial na esquina da Avenida Pompeia com a Rua Venâncio Aires, num terreno que deveria ser desapropriado para a criação de um acesso à Estação Sesc-Pompeia.

### Projeto e construção
Em fevereiro de 2011 o governo estadual anunciou que pretendia fazer todos os investimentos em obras civis, mas deveria fazer uma parceria público-privada (PPP) similar à da Linha 4–Amarela para a aquisição e instalação de trens e de sistemas operacionais e de energização. O edital de chamamento público para convocar os interessados na PPP foi publicado em 6 de outubro. Na ocasião previa-se que o edital final, para construção (avaliada em dez bilhões de reais), seria lançado em 2012. No edital constava o trajeto prioritário entre Brasilândia e a Estação São Joaquim, além de dois trechos adicionais, até Cidade Líder, a leste, e até a Rodovia dos Bandeirantes, a oeste. Se tudo for concluído, a linha se tornará, com 33 estações, a maior da rede metroviária.
O projeto original foi alterado já no fim de 2011, com alterações como os acessos de estações a ser construídos no lugar de imóveis tombados. Em janeiro de 2012 o JT listou 26 imóveis tombados nas proximidades da linha, entre casarões, sobrados, fábricas e escolas. No caso dos que seriam demolidos, o Metrô decidiu então incorporá-los à construção, mantendo os elementos arquitetônicos das fachadas, como no caso do acesso à Estação Bela Vista, em sobrados localizados nos números 1 512 e 1 523 da Avenida Brigadeiro Luís Antônio. "Os usuários vão entrar pelos imóveis. Em um deles, hoje há um bar", exemplificou o gerente de Concepção de Arquitetura do Metrô, Alfredo Nery Filho, ao JT em janeiro de 2012, citando o caso da estação na Bela Vista. "Poderíamos redesenhar o acesso e não usar esses imóveis. Mas, como o Conpresp tinha interesse em recuperá-los, decidimos usá-los e restaurá-los conforme a técnica exigida pelo órgão de proteção." Já no caso da Estação São Joaquim, as casas nos números 34, 36, 44 e 46 da Rua Pirapitingui não serão desapropriadas, pois o Metrô optou por diminuir o máximo possível o acesso para poupar os imóveis.
O projeto preliminar, apresentado em abril de 2012, definia que a linha teria as estações mais profundas do sistema, com a Estação Cardoso de Almeida tendo 58 metros de profundidade e vinte escadas rolantes. Já a Estação São Joaquim terá 32 escadas rolantes, apesar de menos profunda (45 metros). As estações Brasilândia e Maristela (antes, chamada de Vila Cardoso) deverão ser interligadas com terminais de ônibus.
Naquela época previa-se que o custo dos primeiros 15,9 quilômetros da linha, entre Brasilândia e São Joaquim, seria de doze bilhões de reais, com início das obras em março de 2013, entrega parcial (entre Brasilândia e Água Branca, com sete estações) em 2016 e entrega total em 2020. Do total investido, previa-se que 570 milhões de reais seriam usados para indenizações com desapropriações. Era considerada, em 2013, a maior parceria público–privada do Brasil.
O edital para contratação das obras estava previsto para ser publicado em dezembro de 2012, e o governo estadual pretendia que essa fosse a primeira linha paulista a ser construída e operada pelo mesmo consórcio privado. O sindicato dos metroviários, entretanto, discordava do modelo de privatização, como manifestado por seu presidente em setembro daquele ano: "Em nossa visão, o transporte não pode observar o lucro, mas, sim, o direito da população de se locomover na cidade." No início de 2013, previa-se que o consórcio vencedor da licitação seria anunciado em maio, porém nenhuma empresa apresentou propostas para a linha e, no início de agosto, o governo estadual informou que o edital seria "relançado rapidamente", pois o projeto era considerado "prioritário". Para Alckmin, o edital teria fracassado devido a dúvidas manifestadas pelas empresas sobre pontos relacionados à licitação, "especialmente envolvendo os valores para desembolso de desapropriação de imóveis e para o aporte do financiamento inicial das obras". Assim, o governo optou por ceder em relação a alguns pontos que preocupavam os possíveis interessados, como o pagamento de desapropriações e assentamentos de famílias, que passou a ser responsabilidade do Estado, em vez de ser dividida entre as duas partes, como inicialmente previsto. A data-base para o cálculo dos valores do contrato também foi alterada, de janeiro de 2012 para agosto de 2013.
Apenas um grupo demonstrou interesse na nova licitação e acabou vencendo-a: o consórcio Move São Paulo, formado por Odebrecht, Queiroz Galvão, UTC Participações e Fundo Eco Realty. A homologação seria feita em 6 de novembro, mas, como o consórcio vencedor precisaria constituir uma Sociedade de Propósito Específico (SPE), a assinatura do contrato deveria demorar ainda cerca de 45 dias. Para o secretário estadual de Transportes, Jurandir Fernandes, as obras teriam início em 2014: "Depois [da assinatura do contrato], nós vamos começar as desapropriações. O negócio é demorado. As desapropriações devem ir, para começar a abrir frentes de trabalho, até março ou abril. A obra física da linha você vai ver nessa época."
O contrato foi assinado em 18 de dezembro, quando Alckmin anunciou que a linha seria aberta parcialmente em 2018, uma nova extensão do prazo de entrega. A entrega total da linha estava prevista para 2020. O prazo de início das obras ainda estava previsto para o primeiro semestre de 2014, mas não foi cumprido.
Em setembro de 2014, o processo de desapropriação foi barrado, porque duas juízas entenderam que o repasse de recursos pelo governo à concessionária para pagamento das expropriações era irregular, devido a uma lei federal. Para elas, isso tornava nulo o contrato assinado em dezembro. O custo estimado das desapropriações era de 673,6 milhões de reais. Uma das juízas criticou a mudança no edital, feita em agosto de 2013, por causa da falta de empresas interessadas: "A ausência de interessados não justifica a manobra realizada pelo Estado, ao arrepio da lei, curvando-se, de forma flagrante ao interesse particular." O consórcio Move São Paulo prometeu que essa decisão não causaria atrasos na entrega da obra e que iria recorrer.
Por fim, o início das obras deu-se em 13 de abril de 2015, com previsão de término estimada para 2021. As obras começaram com um poço de ventilação e saída de emergência (VSE Tietê), de onde partiria um shield ("tatuzão") em cada sentido da linha. A primeira estação, Freguesia do Ó, começou a ser construída em 22 de setembro.
Em 5 de setembro de 2016, as obras da Linha 6 foram paralisadas por tempo indeterminado, devido à dificuldade alegada pelo consórcio Move SP na obtenção de financiamento de 5,5 bilhões de reais com o BNDES, o que causaria novos atrasos na previsão de entrega.  Porém, o Secretário de Transportes Metropolitanos à época, Clodoaldo Pelissioni, afirmou que tentaria ajudar o consórcio no financiamento bancário e esperava resolver o problema até o final do ano. Segundo ele, a entrega dos 15,9 quilômetros e das quinze estações da linha ainda estaria mantida para maio de 2021. Em outubro de 2017, a entrega integral da linha estava prevista para novembro de 2021.
Em janeiro de 2018, foi anunciado que:
A empresa brasileira RuasInvest Participações S.A. adquirirá até 15% do empreendimento, ao lado das chinesas China Railway Capital Co. Ltd. e China Railway First Group Ltd., que integram o grupo China Railway Engineering Corporation Ltd. (CREC) e terão participação de 50% na concessão; e pelo grupo de investidores japoneses liderados pela Mitsui, que ficará com 35%— Isabela Leite e Leo Arcoverde
sendo o prazo de inauguração estipulado para o final de 2021.
Após a desistência do grupo CREC, o governo de São Paulo passou a negociar a concessão da Linha 6 com o grupo espanhol Acciona. Após o grupo espanhol entrar em acordo com a Move São Paulo, encaminhou sua documentação para o governo de São Paulo, que então, analisou-a. Em outubro de 2020, foi anunciada a retomada das obras, com prazo de conclusão para 2025.
Em agosto de 2023, quatro estações (Água Branca, Santa Marina, SESC - Pompéia e Freguesia do Ó) já receberam o tatuzão desde o início de sua operação em 2022.[carece de fontes?]
Em 8 de julho de 2025, o primeiro trem da linha chegou ao Pátio Morro Grande.

### Desmoronamentos

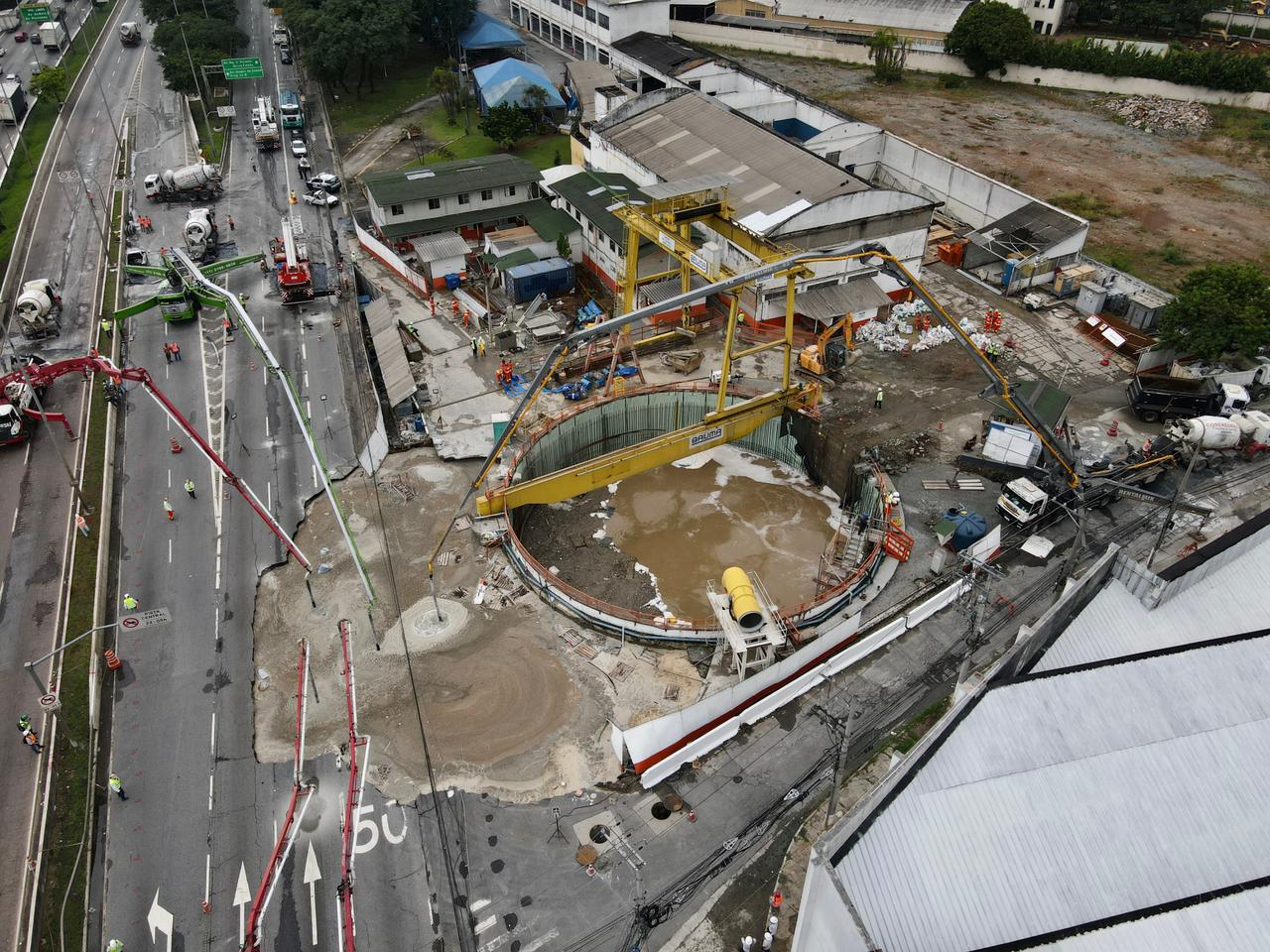
Recuperação da área onde ocorreu o desmoronamento na Marginal Tietê

Na manhã de 1 de fevereiro de 2022, uma adutora de esgotos da Sabesp rompeu-se acima do túnel recém-escavado da linha, no trecho que passa por baixo do Rio Tietê, inundando os túneis e os poços construídos pela Acciona. Um buraco também abriu-se na Marginal Tietê, fazendo com que um trecho da avenida fosse temporariamente interditado e o rodízio municipal, suspenso. As causas do incidente estão sob investigação, mas já se sabe que a tuneladora não atingiu a rede de esgotos. Nenhuma vítima fatal foi registrada em decorrência do incidente.
Em 20 de maio de 2024, com a passagem do tatuzão na região, houve o surgimento de uma nova cratera, na quadra de esportes de um condomínio nas proximidades da Estação Itaberaba - Hospital Vila Penteado. Não houve vítimas, já que o local já estava isolado e estava sendo monitorado devido as condições atípicas do solo da região. Com o surgimento da cratera, partes da avenida próxima ao condomínio foram interditadas.
Em 12 de dezembro de 2024, houve um desabamento nas obras da Estação Bela Vista. Parte de um muro cedeu na Rua Rui Barbosa, e de acordo com a concessionária LinhaUni, houve um solapamento parcial do solo dentro do canteiro de obras. A área ao redor do poço já havia sido isolada e não houve feridos.

### Sítios arqueológicos
Em 2022, durante as obras de construção da Estação 14 Bis foi encontrado um sítio arqueológico com vestígios de povos quilombolas e negros. Para a análise e preservação dos materiais encontrados, as obras da estação foram paralisadas. Em 2024, o nome da futura estação 14 Bis foi alterado para 14 Bis - Saracura, em homenagem ao quilombo Saracura, cujos vestígios arqueológicos foram encontrados onde a estação está sendo construída.
Em 2023, em outro local de obras da Linha 6-Laranja, onde ficará um poço de ventilação, próximo a Estação São Joaquim, foi encontrado outro sítio arqueológico com vestígios de origem quilombola e negra, que foi denominado de Sítio Lavapés.

## Características

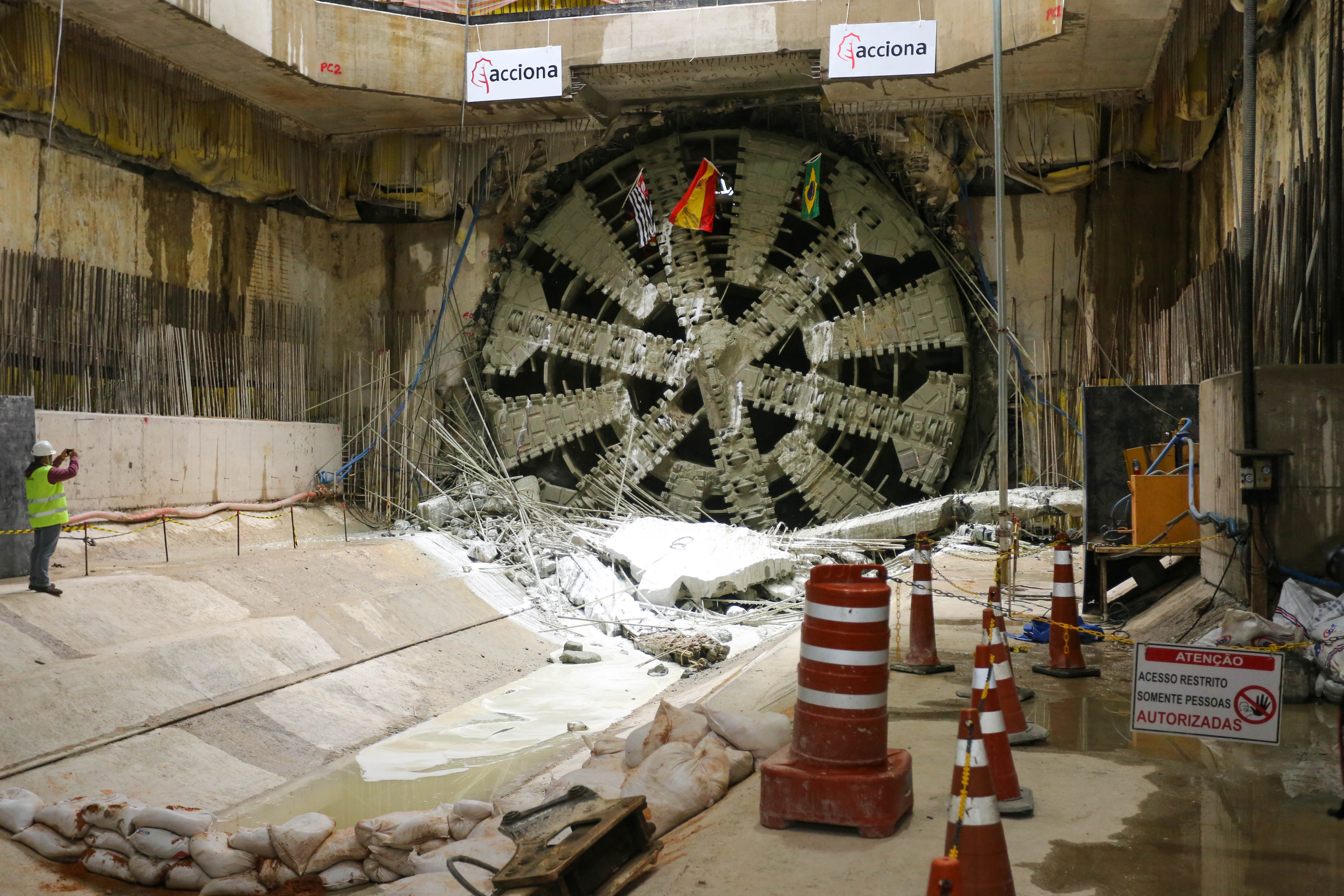
Chegada da tuneladora na estação Sesc Pompéia.

Como a linha deverá ser totalmente subterrânea, o secretário estadual dos Transportes Metropolitanos, Jurandir Fernandes, disse em setembro de 2012 que ela deveria ser "uma das mais difíceis" de ser construídas. O motivo para isso é que ela cortará a cidade em regiões com muita diferença de altitude. "Ela vai passar varrendo altos e baixos", explicou Fernandes. "Ela passa, por exemplo, na região alta onde está a PUC, na Rua Cardoso de Almeida, e depois embaixo da Avenida Pacaembu. Mas a linha não pode ter subidas e descidas. Ela vai quase que num plano." Para facilitar o acesso às plataformas, o Metrô cogitava usar elevadores de grande capacidade e muitas escadas rolantes.
A média diária prevista para a Linha 6 é de seiscentos mil a oitocentos mil passageiros.
Os 26 trens que serão usados nesta linha ainda serão comprados (o que normalmente ocorre na metade da obra) pela iniciativa privada, porém as características técnicas de projeto já estão definidas: alimentação elétrica via terceiro trilho, bitola internacional (1 435 milímetros), composição de seis carros (padrão dos trens do metrô paulistano), condução driverless (sem condutor, igual à Linha 4–Amarela), open gangway (passagem livre entre os carros), dois aparelhos de ar-condicionado independentes por carro (se um aparelho falhar, o outro segurará a climatização do ambiente), quatro câmeras de seguranças por carro, composição do plástico das paredes internas do trem feita com material resistente ao fogo, sensores contra incêndios, caixa do trem de aço inoxidável. O design do trem ficará por conta da empresa que o fabricará e aos gostos do cliente (no caso, a iniciativa privada).
Por usarem dois shields duplos, todas as estações terão plataformas laterais (assim como a Linha 4–Amarela), PSDs (platform screen doors, as portas de plataforma), que impossibilitarão o acesso à via. Além de prevenir acidentes, seu uso é indispensável devido aos trens sem condutor.
A sinalização será CBTC, a mesma utilizada na Linha 4–Amarela e em implantação nas outras linhas já existentes no Metrô. Possibilita a aproximação segura de até trinta metros de afastamento entre trens, em movimento controlado remotamente via computador de bordo e CCO (centro de controle operacional).

## Projetos de estações
A seguir, é apresentada a lista de estações planejadas para a Linha 6. A linha atenderá o Hospital Brasilândia, inaugurado em 2021, na Estação Maristela, o Hospital Geral de Vila Penteado e o CEU Freguesia do Ó, também inaugurado em 2021, na Estação Itaberaba, localizados no distrito da Freguesia do Ó, na Zona Norte de São Paulo.

### Estações com projeto avançado (trecho Brasilândia–São Joaquim)
Lista de estações apresentadas oficialmente em audiências públicas:
| Nome da estação                    | Integrações                                            | Distrito       |
| ---------------------------------- | ------------------------------------------------------ | -------------- |
| Brasilândia                        | Terminal de ônibus urbano                              | Freguesia do Ó |
| Maristela                          | Terminal de ônibus urbano                              | Freguesia do Ó |
| Itaberaba - Hospital Vila Penteado |                                                        | Freguesia do Ó |
| João Paulo I                       | Terminal de ônibus urbano                              | Freguesia do Ó |
| Freguesia do Ó                     |                                                        | Freguesia do Ó |
| Santa Marina                       | Corredor Inajar-Rio Branco-Centro                      | Barra Funda    |
| Água Branca                        | Linha 7-Rubi e futuramente com a Linha 8-Diamante      | Lapa           |
| SESC–Pompeia                       |                                                        | Perdizes       |
| Perdizes                           |                                                        | Perdizes       |
| PUC–Cardoso de Almeida             |                                                        | Perdizes       |
| FAAP–Pacaembu                      |                                                        | Consolação     |
| Higienópolis–Mackenzie             | Linha 4-Amarela e Corredor Campo Limpo-Rebouças-Centro | Consolação     |
| 14 Bis-Saracura                    | Corredor Santo Amaro-Nove de Julho-Centro              | Bela Vista     |
| Bela Vista                         |                                                        | Bela Vista     |
| São Joaquim                        | Linha 1-Azul                                           | Liberdade      |

### Estações em estudo (trecho Bandeirantes–Brasilândia)
Lista de estações em estudo, apresentadas pelo metrô no congresso Cresce Brasil da Federação Nacional dos Engenheiros.
| Nome da estação               | Integrações  |
| ----------------------------- | ------------ |
| Bandeirantes                  |              |
| Vila Clarice                  | Linha 7-Rubi |
| Centro de Convenções Pirituba |              |
| Velha Campinas                |              |
| Morro Grande                  |              |

### Estações em estudo (trecho São Joaquim–Cidade Líder)
Lista de estações em estudo, apresentadas no Relatório de Sustentabilidade de 2016 da Companhia do Metropolitano de São Paulo. Atualmente este trecho projetado é parte da Linha 16–Violeta.
| Nome da estação    | Integrações         |
| ------------------ | ------------------- |
| Aclimação          |                     |
| Largo Cambuci      |                     |
| Vila Monumento     | Expresso Tiradentes |
| Parque da Mooca    | Linha 10-Turquesa   |
| Vila Bertioga      |                     |
| Álvaro Ramos       |                     |
| Anália Franco      | Linha 2-Verde       |
| Abel Ferreira      |                     |
| Renata             |                     |
| Cipriano Rodrigues |                     |
| Vila Antonieta     |                     |
| Rio das Pedras     |                     |
| Cidade Líder       |                     |

### Estações em estudo (Cidade Líder–Iguatemi/Jardim Colonial)
Lista de estações em estudo, apresentadas em 2016 pela Companhia do Metropolitano de São Paulo no Plano de Desenvolvimento Urbano Integrado da Região Metropolitana de São Paulo da Emplasa:
| Nome da estação          | Integrações                                                     |
| ------------------------ | --------------------------------------------------------------- |
| Cidade Líder             |                                                                 |
| Rio das Pedras           | Linha 14 do Trem Metropolitano de São Paulo (Santo André-Cecap) |
| Iguatemi/Jardim Colonial | Linha 15–Prata                                                  |